# Орламюнде
Орламюнде (нем. Orlamünde) — город в Германии, в земле Тюрингия. 
Входит в состав района Заале-Хольцланд. Подчиняется управлению Зюдлихес Залеталь.  Население составляет 1200 человек (на 31 декабря 2010 года). Занимает площадь 7,58 км². Официальный код  —  16 0 74 065.